# Kruk (album ReTo)
K R U K – debiutancki album studyjny polskiego rapera ReTo. Wydawnictwo ukazało się 10 listopada 2017 roku nakładem wytwórni muzycznej New Bad Label.
Tydzień po premierze nagrania osiągnęły 5. miejsce na liście sprzedaży OLiS, a w lipcu 2019 album uzyskał certyfikat złotej płyty za sprzedaż ponad 15 000 egzemplarzy.

## Lista utworów
| Nr  | Tytuł utworu                           | Długość |
| --- | -------------------------------------- | ------- |
| 1.  | „Lot (The Begin)”                      | 2:40    |
| 2.  | „Domek z kart”                         | 3:31    |
| 3.  | „Klamka/Zapadła” (gośc. Borixon)       | 4:05    |
| 4.  | „_edit”                                | 4:08    |
| 5.  | „Bania”                                | 3:31    |
| 6.  | „Tonight” (gośc. Zui)                  | 4:50    |
| 7.  | „Grzech”                               | 3:45    |
| 8.  | „Struś”                                | 4:03    |
| 9.  | „Liczby” (gośc. VNM)                   | 3:23    |
| 10. | „Czemu nie?” (gośc. Smolasty)          | 3:48    |
| 11. | „Papierosy_rmx”                        | 3:56    |
| 12. | „Pył”                                  | 4:17    |
| 13. | „Chcą mi wmówić” (gośc. Białas, Solar) | 3:47    |
| 14. | „Schizy”                               | 2:55    |
| 15. | „ZzZ”                                  | 3:19    |
| 16. | „BLINDSQUA'”                           | 3:23    |
| 17. | „Monet”                                | 3:10    |
| 18. | „Deadpool (The End)”                   | 3:09    |
|     |                                        | 1:05:40 |